# Fußball-Verbandsliga Niedersachsen 1984/85
Die Verbandsliga Niedersachsen 1984/85 war die 36. Spielzeit der höchsten Amateurklasse im Niedersächsischen Fußballverband. Sie war eine Ebene unterhalb der drittklassigen Oberliga Nord angesiedelt und wurde in einer Staffel ausgetragen. Sieger wurde erstmals der VfL Herzlake.

## Vereine
Im Vergleich zur Saison 1983/84 war der SV Union Salzgitter nach zehn Jahren sowie die Amateurmannschaft von Eintracht Braunschweig nach einer Saison wieder aus der Oberliga Nord abgestiegen, während keine Mannschaft aufgestiegen war. Die beiden Absteiger Germania Walsrode und TuS Syke hatten die Verbandsliga verlassen und wurden durch die beiden Aufsteiger SC Uelzen 09 (Rückkehr nach 22 Jahren) und TuS Lingen (Wiederaufstieg nach zwei Spielzeiten) ersetzt. Die Liga spielte in dieser Saison mit 18 Mannschaften.
| Verein                          | Stadt             | Landkreis           | Qualifikation                      |
| ------------------------------- | ----------------- | ------------------- | ---------------------------------- |
| SV Union Salzgitter             | Salzgitter        |                     | Absteiger aus der Oberliga Nord    |
| Eintracht Braunschweig Amateure | Braunschweig      |                     | Absteiger aus der Oberliga Nord    |
| SV Atlas Delmenhorst            | Delmenhorst       |                     | Meister 1983/84                    |
| Eintracht Nordhorn              | Nordhorn          | Grafschaft Bentheim | 2. Platz 1983/84                   |
| Wolfenbütteler SV               | Wolfenbüttel      | Wolfenbüttel        | 3. Platz 1983/84                   |
| VfL Herzlake                    | Herzlake          | Emsland             | 4. Platz 1983/84                   |
| SVG Einbeck                     | Einbeck           | Northeim            | 5. Platz 1983/84                   |
| Friesen Hänigsen                | Uetze             | Hannover            | 6. Platz 1983/84                   |
| Blau-Weiß Lohne                 | Lohne (Oldenburg) | Vechta              | 7. Platz 1983/84                   |
| SVG Göttingen 07                | Göttingen         | Göttingen           | 8. Platz 1983/84                   |
| TuS Celle                       | Celle             | Celle               | 9. Platz 1983/84                   |
| VfL Seesen                      | Seesen            | Goslar              | 10. Platz 1983/84                  |
| VfR Osterode 08                 | Osterode am Harz  | Osterode am Harz    | 11. Platz 1983/84                  |
| TSV Helmstedt                   | Helmstedt         | Helmstedt           | 12. Platz 1983/84                  |
| Kickers Emden                   | Emden             |                     | 13. Platz 1983/84                  |
| Hannover 96 Amateure            | Hannover          |                     | 14. Platz 1983/84                  |
| SC Uelzen 09                    | Uelzen            | Uelzen              | Aufsteiger aus der Landesliga Ost  |
| TuS Lingen                      | Lingen (Ems)      | Emsland             | Aufsteiger aus der Landesliga West |

## Saisonverlauf
Die Meisterschaft und Teilnahme an der Aufstiegsrunde zur Oberliga Nord sicherte sich der VfL Herzlake. Als Zweit- und Drittplatzierter durften die Amateurmannschaft von Eintracht Braunschweig und der Wolfenbütteler SV ebenfalls teilnehmen. Braunschweig und Wolfenbüttel konnten sich durchsetzen und stiegen somit auf. Die Mannschaften auf den vier letzten Plätzen mussten absteigen. Der VfL Seesen verließ die Liga nach vier Spielzeiten, die Amateurmannschaft von Hannover 96 nach 26 Jahren und der TuS Celle stieg erstmals aus der höchsten niedersächsischen Amateurliga ab. Der SV Union Salzgitter wurde in die Landesliga durchgereicht und musste 16 Jahre nach seinem Aufstieg wieder absteigen.

### Tabelle
| Pl.               | Verein                              | Sp. | S  | U  | N  | Tore    | Diff. | Punkte |
| ----------------- | ----------------------------------- | --- | -- | -- | -- | ------- | ----- | ------ |
| 1.                | VfL Herzlake                        | 34  | 20 | 10 | 4  | 077:370 | +40   | 50:18  |
| 2.                | Eintracht Braunschweig Amateure (A) | 34  | 23 | 4  | 7  | 080:410 | +39   | 50:18  |
| 3.                | Wolfenbütteler SV                   | 34  | 16 | 13 | 5  | 071:390 | +32   | 45:23  |
| 4.                | SV Atlas Delmenhorst (M)            | 34  | 18 | 6  | 10 | 061:600 | +1    | 42:26  |
| 5.                | Blau-Weiß Lohne                     | 34  | 13 | 15 | 6  | 056:370 | +19   | 41:27  |
| 6.                | Friesen Hänigsen                    | 34  | 14 | 12 | 8  | 068:510 | +17   | 40:28  |
| 7.                | TuS Lingen (N)                      | 34  | 15 | 7  | 12 | 070:600 | +10   | 37:31  |
| 8.                | VfR Osterode 08                     | 34  | 14 | 9  | 11 | 053:510 | +2    | 37:31  |
| 9.                | SVG Göttingen 07                    | 34  | 13 | 7  | 14 | 058:470 | +11   | 33:35  |
| 10.               | Eintracht Nordhorn                  | 34  | 12 | 8  | 14 | 071:650 | +6    | 32:36  |
| 11.               | SVG Einbeck                         | 34  | 11 | 9  | 14 | 048:440 | +4    | 31:37  |
| 12.               | TSV Helmstedt                       | 34  | 12 | 6  | 16 | 042:530 | −11   | 30:38  |
| 13.               | SC Uelzen 09 (N)                    | 34  | 10 | 10 | 14 | 054:660 | −12   | 30:38  |
| 14.               | Kickers Emden                       | 34  | 10 | 9  | 15 | 044:660 | −22   | 29:39  |
| 15.               | VfL Seesen                          | 34  | 9  | 10 | 15 | 049:560 | −7    | 28:40  |
| 16.               | Hannover 96 Amateure                | 34  | 9  | 6  | 19 | 057:810 | −24   | 24:44  |
| 17.               | TuS Celle                           | 34  | 9  | 6  | 19 | 049:760 | −27   | 24:44  |
| 18.               | SV Union Salzgitter (A)             | 34  | 2  | 5  | 27 | 022:100 | −78   | 09:59  |
| Stand: Saisonende |                                     |     |    |    |    |         |       |        |

| (M) | Staffelsieger der Verbandsliga Niedersachsen 1983/84 |
| (A) | Absteiger aus der Oberliga Nord 1983/84              |
| (N) | Aufsteiger aus der Landesliga Niedersachsen 1983/84  |